# 开罗拱廊街

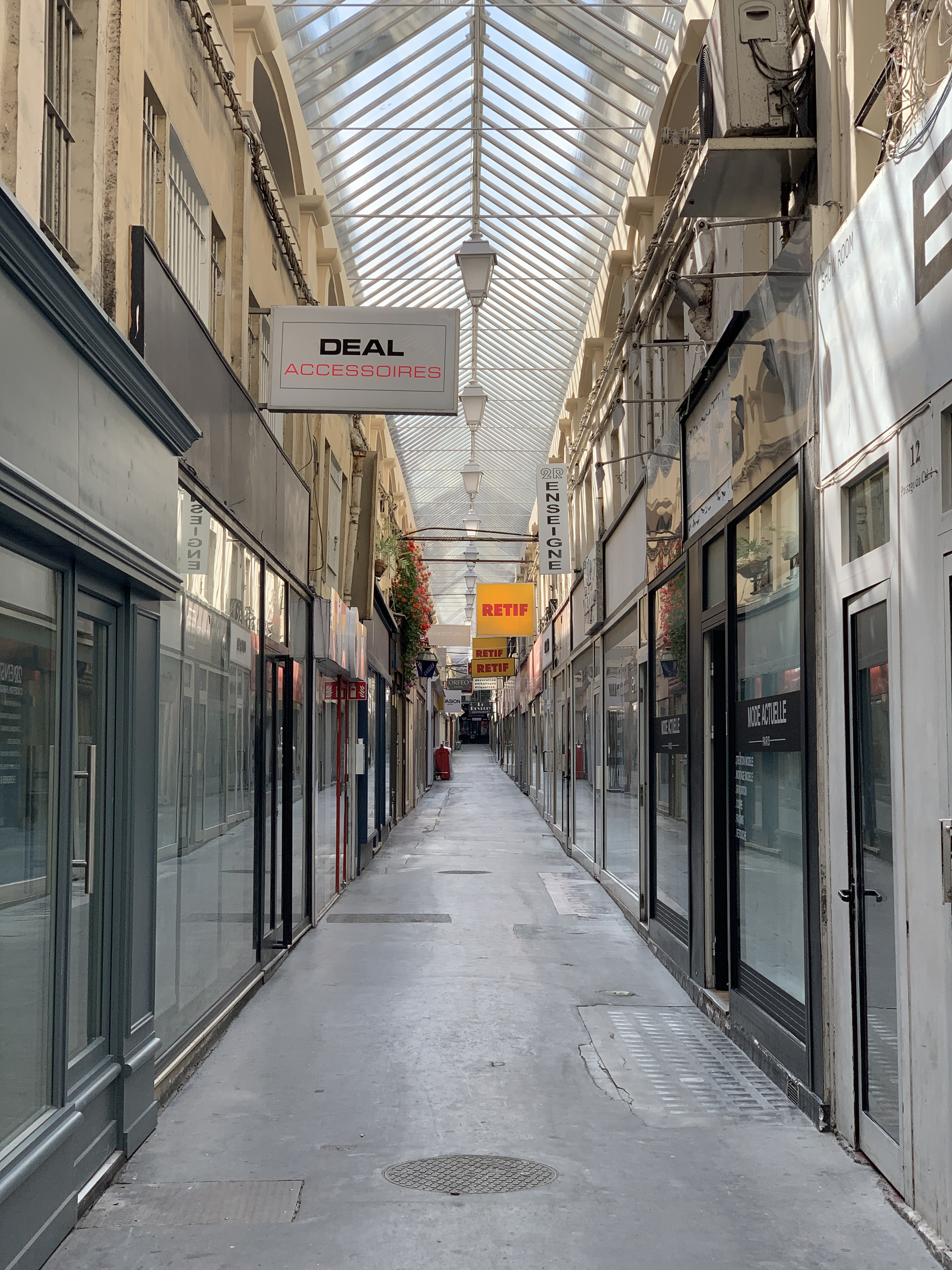
開羅拱廊街（2021年6月）

开罗拱廊街（Passage du Caire）是巴黎的一条拱廊街，位于巴黎第二区，西到开罗广场（place du Caire），南到开罗街（rue du Caire），东到圣丹尼街（Rue Saint-Denis），北到亚历山大街（rue d'Alexandrie）。
开罗拱廊街开业于1798年，拿破仑征战埃及期间。在开罗广场的立面装饰有长有牛耳的古埃及女神哈索尔像。开罗拱廊街目前主要被成衣批发店占据。此街长370米，为巴黎最长的拱廊街，宽度2.7米。

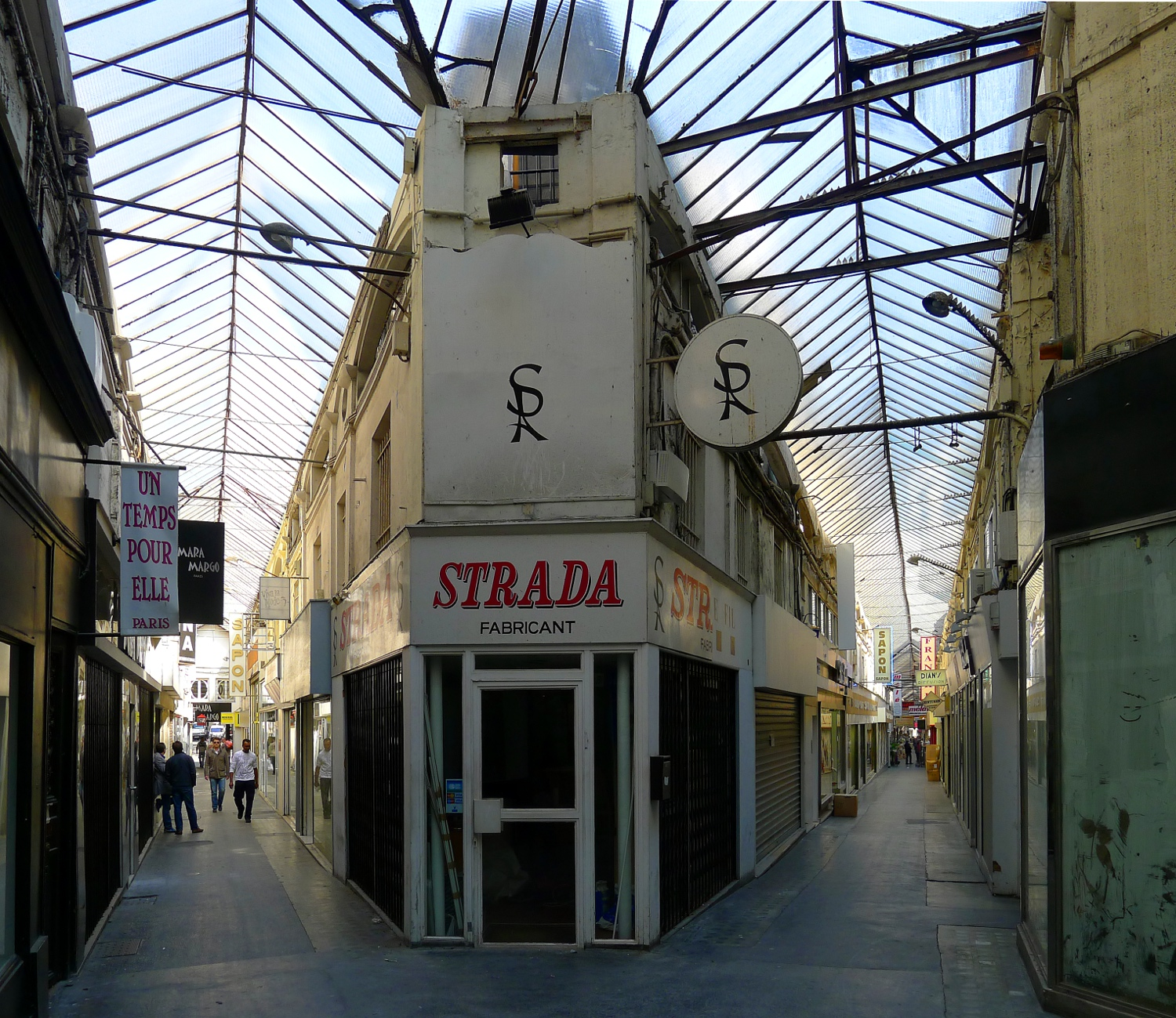
开罗广场一端
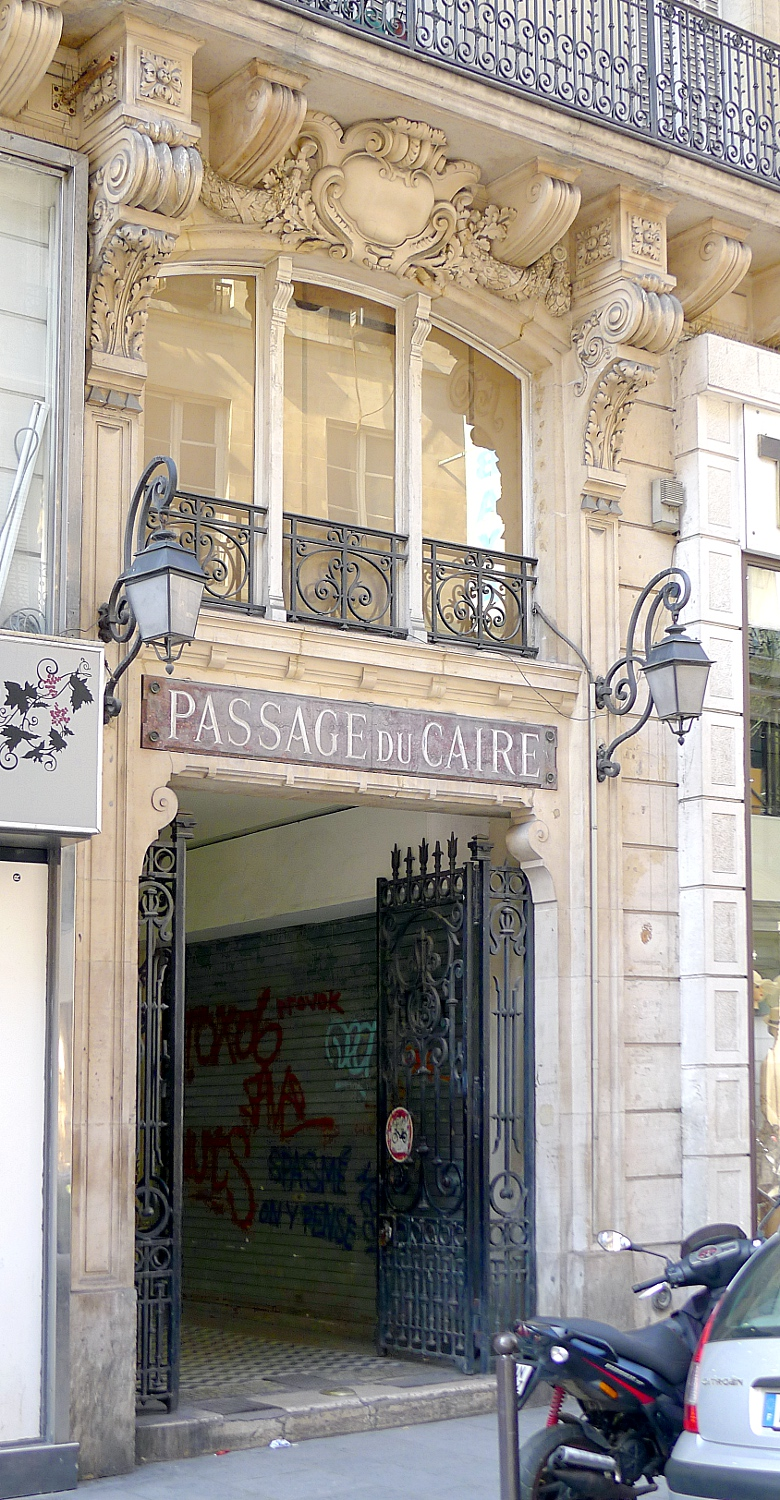
圣丹尼街入口
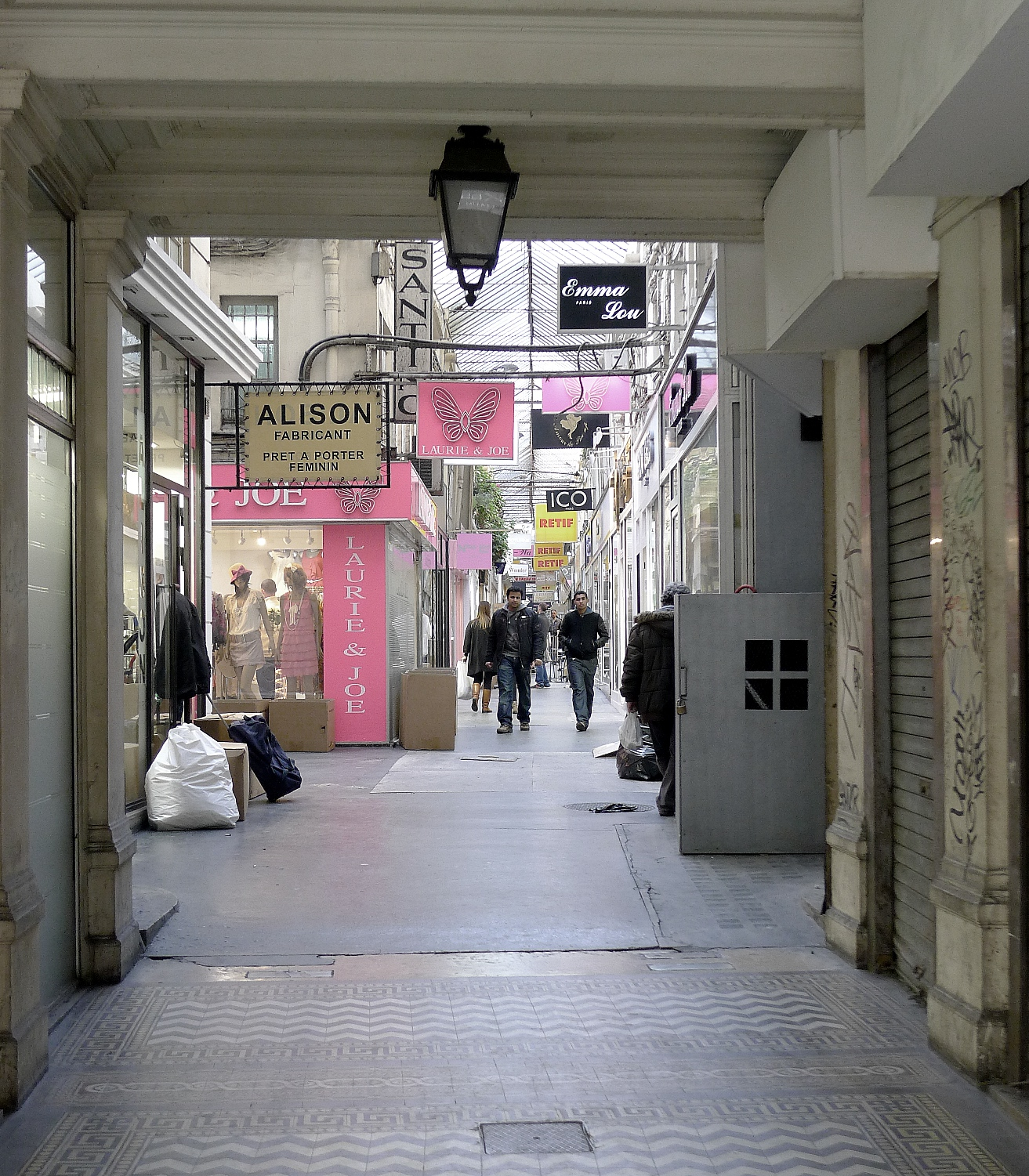